# Maisod
Maisod ist eine französische Gemeinde im Département Jura in der Region Bourgogne-Franche-Comté.

## Geographie
Maisod liegt auf 520 m, etwa 17 km nordwestlich der Stadt Saint-Claude (Luftlinie). Das Dorf erstreckt sich im Jura, auf einem Hochplateau zwischen dem Taleinschnitt des Lac de Vouglans im Westen und den bewaldeten Ketten des Hochjuras im Osten.
Die Fläche des 7,39 km² großen Gemeindegebiets (mit Seeanteil 10,22 km²) umfasst einen Abschnitt des französischen Juras. Die westliche Grenze verläuft etwa in der Mitte des Stausees Lac de Vouglans. Er wurde 1969 aufgestaut, überflutete das tief eingeschnittene Tal des Ain und stellt heute ein beliebtes Erholungsgebiet dar. Auf seiner Ostseite wird der See von einem fast 100 m hohen Steilhang flankiert, der zum angrenzenden Plateau (durchschnittlich auf 520 m) überleitet. Mit 553 m wird an der östlichen Gemeindegrenze die höchste Erhebung von Maisod erreicht. Das Gemeindegebiet ist Teil des Regionalen Naturparks Haut-Jura (frz.: Parc naturel régional du Haut-Jura).
Zu Maisod gehören die Siedlung Le Mont-Cerf (525 m) am Rand des Plateaus über dem Lac de Vouglans sowie einige Einzelhöfe. Nachbargemeinden von Maisod sind Coyron im Norden, Meussia und Charchilla im Osten, Moirans-en-Montagne und Onoz im Süden sowie Orgelet im Westen.

## Geschichte
Das Gemeindegebiet von Maisod war bereits in vorgeschichtlicher Zeit und während der Römerzeit besiedelt. Erstmals urkundlich erwähnt wurde die Kirche von Maisod im 12. Jahrhundert. Das Dorf mitsamt Kirche und zwei Schlössern wurde 1477 von Truppen des Königs Ludwig XI. zerstört. Zusammen mit der Franche-Comté gelangte Maisod mit dem Frieden von Nimwegen 1678 an Frankreich. Zu einer Gebietsveränderung kam es 1822, als das vorher selbständige Brillat nach Maison eingemeindet wurde.

## Sehenswürdigkeiten

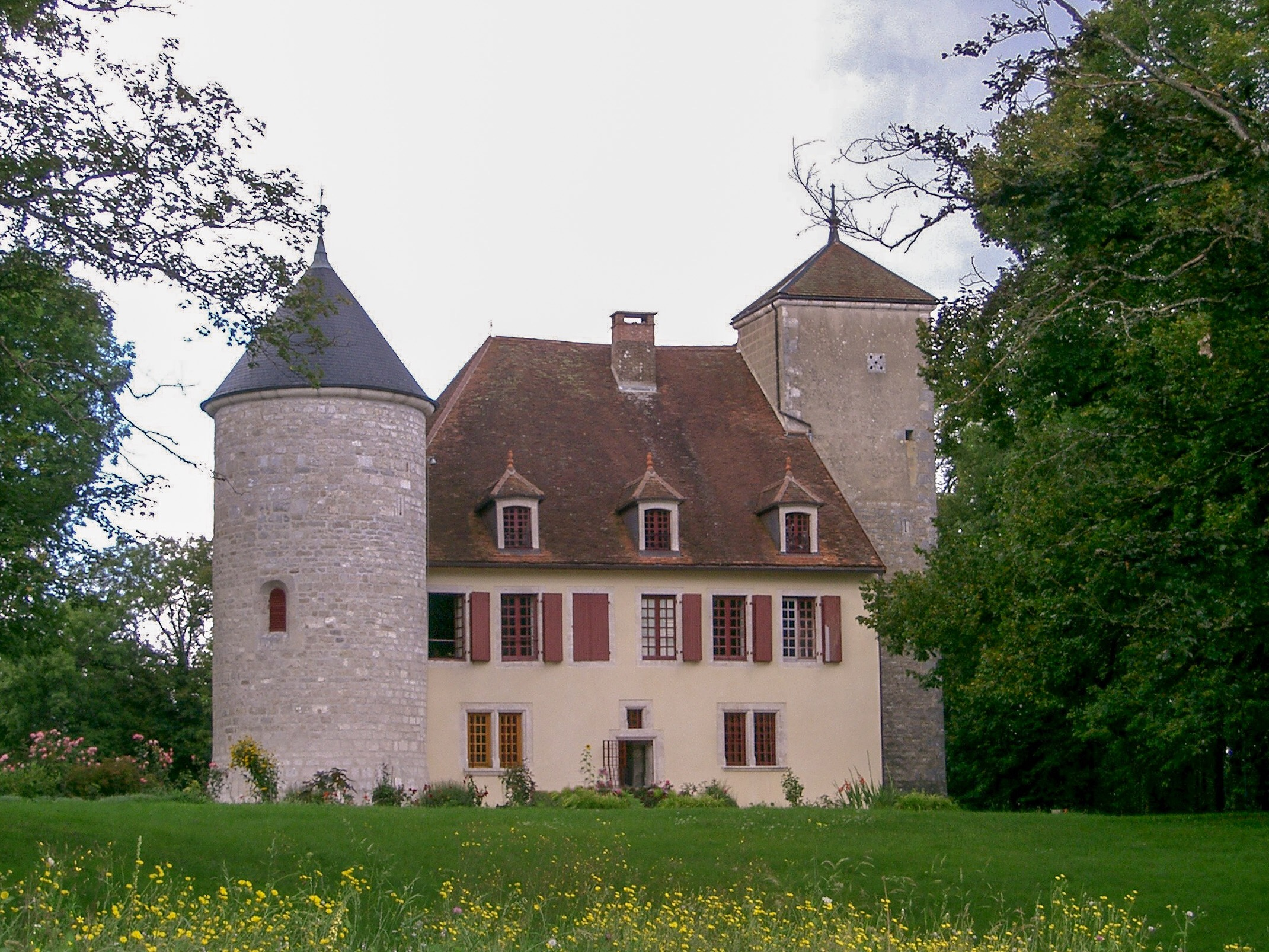
Château de Maisod

Die Kapelle von Maisod wurde 1693 errichtet. Aus dem 16. Jahrhundert stammt das Château de Maisod, in dem sich Alphonse de Lamartine einige Zeit lang aufhielt.

## Bevölkerung
| Jahr                       | 1962 | 1968 | 1975 | 1982 | 1990 | 1999 | 2008 | 2019 |
| Einwohner                  | 125  | 122  | 133  | 162  | 203  | 271  | 316  | 332  |
| Quellen: Cassini und INSEE |      |      |      |      |      |      |      |      |

Mit 325 Einwohnern (Stand 1. Januar 2022) gehört Maisod zu den kleinen Gemeinden des Départements Jura. Nachdem die Einwohnerzahl in der ersten Hälfte des 20. Jahrhunderts markant abgenommen hatte (1891 wurden noch 235 Personen gezählt), wurde seit Mitte der 1970er-Jahre wieder eine deutliche Bevölkerungszunahme verzeichnet.

## Wirtschaft und Infrastruktur
Maisod war bis weit ins 20. Jahrhundert hinein ein vorwiegend durch die Landwirtschaft geprägtes Dorf. Daneben gibt es heute einige Betriebe des lokalen Kleingewerbes. Mittlerweile hat sich das Dorf auch zu einer Wohngemeinde gewandelt. Viele Erwerbstätige sind Wegpendler, die in den größeren Ortschaften der Umgebung ihrer Arbeit nachgehen.
Dank dem Lac de Vouglans profitiert Maisod heute auch vom Tourismus. Es ist Standort einer Feriensiedlung und eines Campingplatzes. Am Seeufer befindet sich das Freizeitzentrum La Mercantine mit einem Segelzentrum und zahlreichen weiteren Möglichkeiten für Wassersportaktivitäten.
Die Ortschaft liegt abseits der größeren Durchgangsstraßen, ist aber von der Hauptstraße D470, die von Lons-le-Saunier nach Saint-Claude führt, leicht erreichbar.